# كأس النمسا 2005–06
كأس النمسا 2005–06 (بالألمانية: Österreichischer Fußball-Cup 2005/06)‏ هو موسم من كأس النمسا. أشرف على تنظيمه اتحاد النمسا لكرة القدم، وفاز فيه أوستريا فيينا.